# Павло Кремінський
Кремінський Павло Іванович (6 липня 1926, с. Сильне, нині Луцького району Волинської області — 10 березня 2009, м. Гданськ, Польща) — український громадсько-культурний діяч у Польщі. Засновник та багатолітній керівник Воєводського правління Українського суспільно-культурного товариства.

## Навчання та професійна діяльність

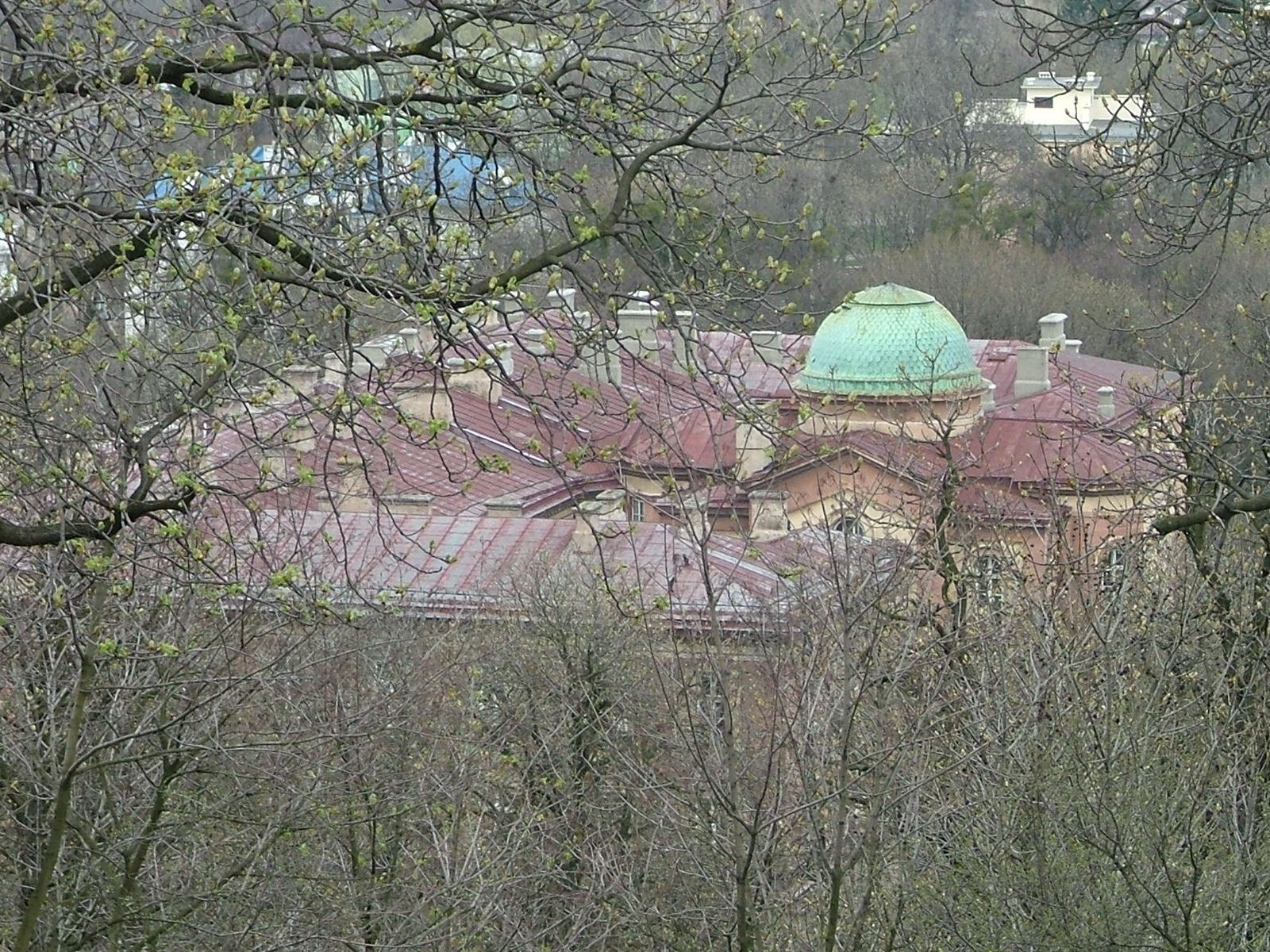
Будинок I загальноосвітнього ліцею у Холмі, де розміщувалася Українська гімназія

Навчався в українській гімназії у м. Холм (Stefana Czarnieckiego 8, Польща, 1940–44), закінчив Гданський суднобудівний технікум (на території Гданської верфі, ul. Drewnica 16, 1950 р.). Працював на Гданській судноверфі (1950–92 рр.).

## Діяльність в українському громадському та культурному житті
Співорганізатор 1956 р. у Гданського воєводського правління Українського суспільно-культурного товариства (УСКТ). З 1960 р. член президії президії, а з 1963 р. заступник голови УСКТ (також очолював його Гданський осередок).
Воєводське правління об'єднувало повітові правління — у містах Новий Двір, Квідзин, Штум, Лемборк і Ельблонґ, окремі сільські та міські гуртки УСКТ обстоювало права українців у Польщі, організовувало культурне життя (навчання молоді українською мовою, діяльність творчих колективів).
Павло Кремінський, разом з Оленою Вальковською та Аєю Мацігановською, зумів не лише в місті на високому рівні організувати культурну діяльність гуртків художньої самодіяльності, а й згуртувати українців трьох жулавських сіл, а саме Осташева, Стеґни і Маженціна і створити відомий Новодвірський хор, вирішив охопити своєю опікою дітей з Гданського воєводства. Тут бо у місцевих школах, незважаючи на присутність українських школярів, були проблеми з навчанням української мови.
1966 р. Петро Кремінський організовував щорічний український дитячий конкурс в Ельблонгу (що проводиться по сей день), Йшлося про те, щоб бодай шляхом дитячого конкурсу дітвора не втрачала зв'язку з рідним словом, щоб заохотити батьків до плекання її домашнім способом, увінчанням чого мала стати участь дитини в конкурсі.

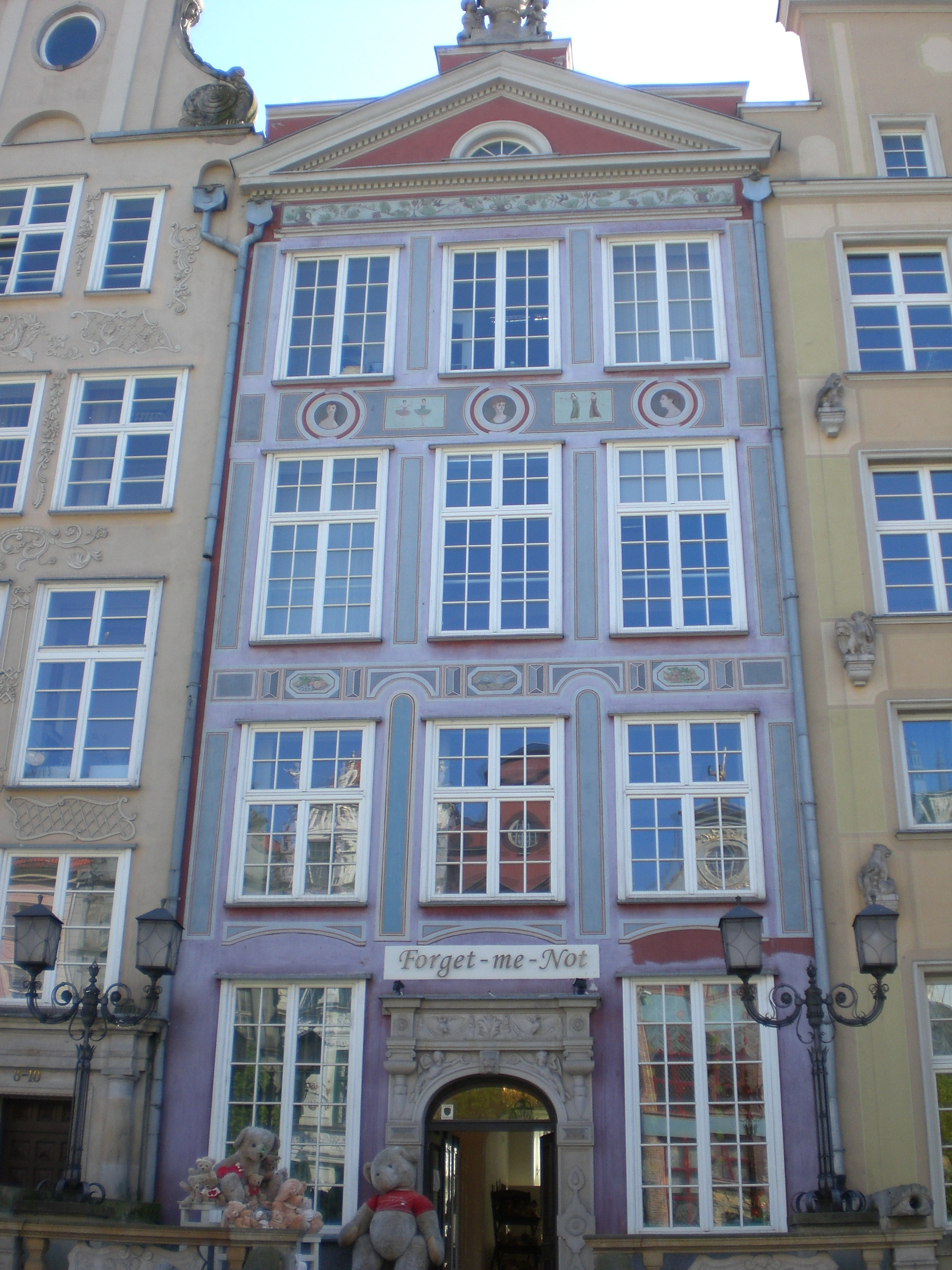
Домівка воєводського правління УСКТ в Гданську, Długi Targ 8/10

Павло Кремінський також брав участь у організації загально-польського фестивалів української культури в м. Сопот. Вміщував публікації на сторінках українських видань у Польщі — тижневика «Наше слово», його щомісячного додатка «Наша культура» й щорічника «Український календар». Добився приділення воєводському правлінню домівки в кам'яниці на вул. Długi Targ 8/10.
З 1990 р. голова Ґданського відділу Об'єднання українців у Польщі.

## Відзнаки
1981 р. з нагоди 25-ти річчя УСКТ як Голова Гданської ланки УСКТ Павло Кремінський отримав Золотий хрест заслуги.

## Поховання
Помер 10.03.2009 р. Був відспіваний у православній церкві св. Миколая у Гданську-Вжещу, вул. Traugutta 45 на православній ділянці Лостовицького цвинтаря (поле 70, ряд 1, поховання 11, координати поля 54.339642, 18.589069).

## Діти
Дочка Єлизавета Кремінська — голова Поморського відділення Об'єднання Українців у Польщі (ОУП), що має домівку по вул. Aksamitna 4а.